# Århus amt
Århus amt (danska: Århus amt) var ett amt på den östra delen av halvön Jylland i Danmark. Amtet omfattade ett område kring landets näst största stad Århus. 

## Administrativ historik
Århus amt bildades i samband med amtsreformen 1793 genom en sammanslagning av Havreballegårds, Skanderborgs och Åkærs amt samt delar av Dronningborgs (Galtens härad) och Silkeborgs amt.
1799 fördes dock Galtens härad över från Århus amt till Randers amt. Samtidigt fördes Nims härad över från Veje amt till Århus amt.
1821 fördes Hids härad över från Århus amt till Viborgs amt.
1822 fördes Vrads härad över från Ringkøbings amt till Århus amt. Detta härad förblev dock inte länge i Århus amt då den västra delen av amtet, inklusive Vrads härad, bröts ut 1824 och Skanderborgs amt återupprättades som ett eget amt. 
1867 gick Skanderborgs amt åter igen upp i Århus amt, även om det då bibehöll ett eget amtsråd. 1942 bröts Skanderborgs amt på nytt ut ur Århus amt och blev då för tredje gången ett eget amt.
Efter kommunreformen 1970 fick Århus amt sin största utbredning , då större delen av Randers amt, inklusive ön Anholt, den norra delen av Skanderborgs amt, en mindre del av Holbæks amt (ön Samsø) samt en mindre del av Viborgs amt gick upp i amtet. Det kom sedan därefter att bli det folkrikaste amtet i landet.
Sedan kommunreformen 2007 tillhör större delen av området Region Mittjylland, medan ett mindre område kring staden Mariager, vid Mariagerfjorden i nordväst, tillhör Region Nordjylland.

Århus amtsvapen 1959-1970.

## Kommuner
Århus amt bestod mellan 1970 och 2006 av 26 kommuner:
| - Ebeltofts kommun - Galtens kommun - Gjerns kommun - Grenå kommun - Hadstens kommun - Hammels kommun - Hinnerups kommun - Hørnings kommun - Langå kommun - Mariagers kommun - Midtdjurs kommun - Nørhalds kommun - Nørre Djurs kommun | - Odders kommun - Purhus kommun - Randers kommun - Rosenholms kommun - Rougsø kommun - Ry kommun - Rønde kommun - Samsø kommun - Silkeborgs kommun - Skanderborgs kommun - Sønderhalds kommun - Thems kommun - Århus kommun |

## Härader

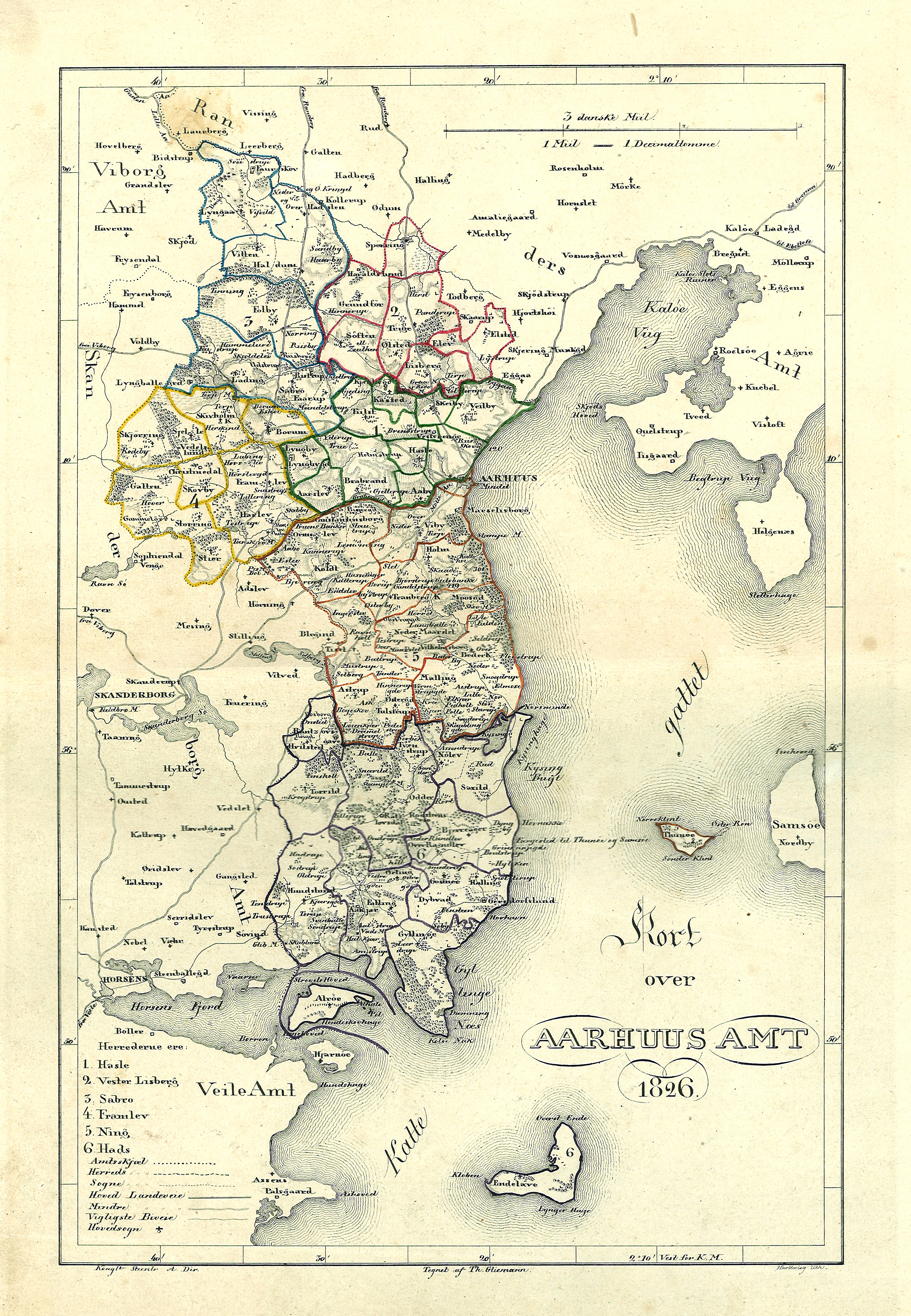
Karta över Århus amt från 1826.

Århus amt omfattade mellan 1824 och 1867 samt mellan 1942 och 1970 sex härader:

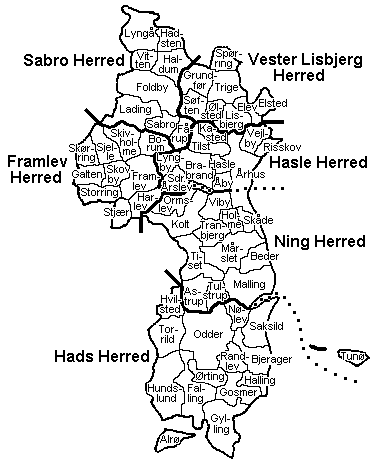
Karta över Århus amt med dess indelning i härader och socknar (före kommunreformen 1970).

- Framlevs härad
- Hads härad
- Hasle Herred
- Nings härad
- Sabro härad
- Vester Lisbjergs härad